# Беги, Лола, беги
«Беги, Лола, беги» (нем. Lola rennt, дословно — «Лола бежит») — фильм 1998 года немецкого кинорежиссёра Тома Тыквера.

## Название
Оригинальное немецкое название фильма — Lola rennt (с нем. — «Лола бежит»). Русское прокатное название фильма «Беги, Лола, беги» — калька с названия фильма в американском и британском прокате Run Lola Run, которое отсылает к известной песне «Run Rabbit Run» (с англ. — «Беги, кролик, беги»).

## Сюжет
Парень Лолы (Франка Потенте), Манни (Мориц Бляйбтрой), только что провернул контрабандную сделку и ему осталось всего лишь доставить 100 000 марок своему боссу Ронни. Лола обещала подвезти его до условленного места на своём мотороллере. Но его угнали, и Манни пришлось воспользоваться подземкой. Он совершает роковую ошибку — забывает пакет с деньгами в вагоне метро. Манни заходит в таксофон и объясняет Лоле: если он не раздобудет деньги, то его убьют. Лола решает найти деньги, но до срока осталось двадцать минут. Всё, что ей остаётся — бежать и импровизировать на ходу…
В первой жизни Лола бежит к отцу, президенту банка. Отец отказывает ей, и она, добежав до Манни, грабит вместе с ним супермаркет, однако после её случайно убивает выстрелом полицейский из прибывшего отряда захвата.
Умирая, Лола понимает, что произошедшее — неправильно, и возвращается к телефонному звонку Манни. Начинается вторая жизнь. Лола снова пытается обратиться за помощью к отцу, но незначительная деталь меняет весь исход. Получив отказ, Лола выхватывает пистолет у охранника и силой заставляет отдать ей деньги. Но когда она почти добралась до Манни, того сбивает машина скорой помощи.
Начало третьей жизни снова возвращает Лолу к телефонному звонку. Она снова пытается добежать до отца, но не успевает, и тот вместе с компаньоном уезжает на машине, но попадает в аварию с лобовым столкновением с той же машиной, что и в первых двух историях. В отчаянии она бежит и на ходу просит у Бога помощи («Просто я буду бежать и ждать, ждать… а Ты мне помоги, помоги!») и на дороге перед экстренно затормозившим грузовиком Лола видит казино. Едва набрав денег на единственную фишку номиналом в 100 марок, подходит к рулетке. Она ставит на число 20 и выигрывает. Получив выигрыш, она снова ставит все деньги на 20… и снова выигрывает. Но ей ещё нужно добраться до Манни. Она садится в машину скорой помощи (ту самую, сбившую Манни в прошлый раз), которая везёт охранника из отцовского банка с сердечным приступом — охранник протягивает ей руку, прося о помощи, Лола остаётся и ему становится лучше. Лола ещё не знает, что Манни удалось вернуть сумку с деньгами, которую нашёл бомж в метро. Она видит, что Манни, дружески распрощавшись с Ронни, идёт ей навстречу. История и фильм заканчиваются на том, что он спрашивает у Лолы, что же у неё в мешке.
Также в фильме показывается будущее в разрезе историй некоторых людей, с которыми встречается Лола. Например, женщина, с которой сталкивается Лола: в первой части она при столкновении ругает Лолу, после чего кадры запечатлевают её и мужа спившимися, комиссия по защите прав детей отбирает их ребёнка, и она, убитая горем, крадёт чужого; при втором столкновении женщина опять ругает Лолу, но после выигрывает в лотерее и становится богатой; в третьей истории эта же женщина, столкновения с которой Лола на этот раз счастливо избегает, встречает на углу христианского проповедника и сама становится проповедником. Это будущее показывается в виде моментальных фотографий, выхватывающих основные этапы жизни человека. Таким образом нельзя сказать, что исход событий в третьей жизни был однозначно лучше.

## Награды
Фильм в общей сложности получил 25 различных наград и был номинирован в 13 номинациях.
Фильм получил в 1999 году 9 наград немецкой национальной кинопремии Deutscher Filmpreis. Также он был номинирован в 2000 году на премию BAFTA в категории «Лучший неанглоязычный фильм».

## В ролях
| Актёр               | Роль                  |
| ------------------- | --------------------- |
| Франка Потенте      | Лола главная героиня  |
| Мориц Бляйбтрой     | Манни                 |
| Херберт Кнауп       | отчим Лолы            |
| Нина Петри          | фрау Ханзен           |
| Армин Роде          | герр Шустер, охранник |
| Йоахим Кроль        | Норберт фон Ау        |
| Людгер Пистор       | герр Майер            |
| Сюзанна фон Борсоди | фрау Егер             |
| Себастьян Скиппер   | Майк                  |
| Хайно Ферх          | Ронни                 |
| Моника Бляйбтрой    | слепая женщина        |